# Колосков, Валериан Фёдорович
Валериан Фёдорович Колосков (31 мая 1895, Витебск,  Российская Империя — после 1951 года, СССР) — советский военачальник и деятель спецслужб,  полковник (1942).

## Биография
Родился 31 мая 1895 года в Витебске. Белорус. До призыва в армию  Колосков учился сначала в Витебском духовном училище, затем в семинарии.

### Первая мировая война
1 декабря 1914 года, после окончания четырёх классов семинарии,  поступил юнкером в Виленское военное училище. В мае 1915 года был выпущен из него прапорщиком и затем воевал на Северном и Юго-Западном фронтах в составе 211-го пехотного Никольского полка 53-й пехотной дивизии командиром взвода, роты и батальона, начальником учебной команды и команды конных разведчиков (выборным). В 1916 году в составе 23-го армейского корпуса дивизия участвовала в Брусиловском наступлении на Волыни. Во время Февральской революции  1917 года с полком находился в окопах на реке Стоход на ковельском направлении. В феврале 1918 года демобилизован в чине штабс-капитана.

### Гражданская война
1 мая 1918 года Колосков поступил на службу в военизированную охрану Московско-Виндавско-Рыбинской ж. д., где занимал должности начальника посадочной команды и старшего охранника. В сентябре несколько дней исполнял должность пом. делопроизводителя военно-хозяйственного делопроизводства отдела снабжения Витебского уездного военкомата, затем назначен командиром батальона 2-го запасного полка (г. Витебск). С августа 1919 года исполнял должность делопроизводителя строевой части Витебских советских пехотных курсов. В сентябре курсы были переведены в город Оренбург и переименованы в 26-е Оренбургские пехотные, затем в 18-ю пехотную Оренбургскую школу. Адъютантом курсов в июле — августе 1920 года принимал участие в подавлении Сапожковского восстания, в марте — апреле 1922 года сражался с бандами Серова в Оренбургской и Уральской областях, затем участвовал в подавлении меньшевистского мятежа на Ташкентских ж.-д. мастерских.

### Межвоенные годы
В октябре 1922 года со школой переведен на 45-е Витебские пехотные курсы, где занимал должности командира взвода и начальника хозяйственной команды. После их расформирования с марта 1923 года служил инструктором пулеметного дела и командиром взвода пулеметной команды в 15-м стрелковом полку. В мае переведен на 31-е пехотные курсы (7-е Витебские) старшим делопроизводителем учебной части.
В августе 1923 года направлен в пограничную охрану и служил в 28-м отдельном Витебском дивизионе ОГПУ адъютантом, делопроизводителем строевой части, командиром взвода и помощником командира дивизиона по строевой части. С мая 1924 года командовал взводом в Витебской конвойной команде войск ОГПУ, а с декабря служил старшиной роты и командиром взвода в 7-й отдельной конвойной роте Войск конвойной стражи СССР. С 13 августа по 7 октября 1925 года был командиром взвода на курсах младшего комсостава Войск конвойной стражи СССР, затем вновь командовал взводом в 7-й отдельной конвойной роте (г. Витебск). С октября 1928 г. исполнял должность квартирмейстера 5-го конвойного полка в г. Минск. В феврале 1929 года переведен в 14-й отдельный конвойный батальон в город Ростов-на-Дону, где был командиром роты и врид помощника командира батальона, адъютантом и начальником штаба батальона. С апреля 1932 года служил в 1-й бригаде конвойных войск НКВД помощником начальника штаба, начальником 2-й части и помощником начальника 1-й части. С октября 1935 года исполнял должность инспектора оперативного отделения по конвойной группе Управления внутренней охраны Северо-Кавказского края НКВД (г. Ростов-на-Дону), а с октября 1936 года — инспектора отделения боевой подготовки и вооружения этого управления (г. Пятигорск). В июне 1937 года назначен помощником начальника 2-й части штаба 7-й Днепропетровской бригады внутренних войск НКВД. С октября 1938 года исполнял должность старшего помощника начальника 1-го (конвойного) отделения штаба пограничных и внутренних войск НКВД Харьковского округа, с февраля 1939 года — помощника начальника 14-й бригады конвойных войск НКВД в городе Харьков, с августа 1940 года — начальника 2-го отделения штаба дивизии и начальника дивизионной школы младшего комсостава 13-й дивизии конвойных войск НКВД в городе Малин (с апреля 1941 года — 2-й школы младшего начсостава конвойных войск НКВД). В 1941 году заканчивает факультет вечернего и заочного обучения Военной академии им. М. В. Фрунзе. Член ВКП(б) с 1941 года.

### Великая Отечественная война
С началом войны майор  Колосков со школой убыл в Москву на формирование 249-й стрелковой дивизии, где с 10 июля 1941 года вступил в должность начальника оперативного отделения штаба дивизии. После сформирования в городе Загорск (Сергиев Посад) она была передана в 31-ю армию Резервного фронта и вела оборонительные бои в районе городе Осташков. 5 октября  Колосков был назначен начальником штаба 179-й стрелковой дивизии. В составе 22-й армии Западного и Калининского фронтов участвовал с ней в Калининской оборонительной операции, в боях в районах Селижарово, Нелидово и городе Белый.
В феврале 1942 года назначен командиром 380-й стрелковой дивизии и участвовал с ней в Ржевско-Вяземской и Сычёвско-Вяземской наступательных операциях, в боях западнее Оленино. 20 апреля 1942 года в ходе наступления на населенный пункт Толстуха был ранен и эвакуирован в госпиталь.
После выздоровления в июле был зачислен в резерв начсостава конвойных войск и 10 августа назначен заместитель командира 44-й бригады конвойных войск НКВД (г. Куйбышев). С 3 марта 1943 года и до конца войны командовал этой бригадой.

### Послевоенная карьера
После войны с 21 мая 1945 года полковник Колосков  командовал 70-й дивизией конвойных войск НКВД (МВД) в Куйбышеве, с апреля 1949 года был начальником 7-го отдела конвойной охраны Управления МВД по Куйбышевской области. 9 октября 1951 года полковник Колосков уволен в запас.

## Награды
СССР
- орден Ленина (21.02.1945)[3]
- три ордена Красного Знамени (03.07.1943[4], 03.11.1944[3], 20.06.1949 [3])
- орден Отечественной войны I степени
- медали, в том числе:
  - «XX лет Рабоче-Крестьянской Красной Армии» (1938)
  - «За оборону Москвы»
  - «За победу над Германией в Великой Отечественной войне 1941—1945 гг.» (1945)
- знак «Заслуженный работник НКВД»

Российская Империя
- орден Святой Анны IV степени с надписью «за храбрость» (04.05.1916)[5]